# Флорентино Перез
Флорентино Перез Родригез (шп. Florentino Pérez Rodríguez; Мадрид, 8. март 1947) шпански je бизнисмен, грађевински инжењер, бивши политичар и тренутни председник фудбалског клуба Реал Мадрида, као и председник и генерални директор грађевинске компаније Grupo ACS.

## Председник Реал Мадрида

### Први мандат
Своју каријеру у Реал Мадриду започео је у јулу 2000. године када је на председничким изборима победио тадашњег председника Реал Мадирда Лоренца Санца. Перезова политика се водила на томе да сваке сезоне у Реал Мадрид доведе једног од најбољих фудбалера на свету. У првом мандату који је трајао од 2000. до 2006. године за клуб су потписивали многи познати и славни фудбалери.
2000. године из највећег ривала Барселоне у једном од најконтраверзнијих трансфера икада у клуб је стигао Луис Фиго у трансферу вредном 60 милиона евра, што је изазвало бурне реакције јавности и навијача Барселоне.
2001. године Реал Мадрид је са Јувентусом постигао договор за трансфер једног од најбољих играча на свету у то време Зинедина Зиданеа за тада рекордну суму новца у износу од 72 милиона евра.
2002. године најбољи стрелац и играч Светског првенства у Кореји и Јапану, Бразилац Роналдо, стигао је из Интера за 45 милиона евра.
2003. године из Манчестер јунајтеда у клуб је стигао један од највећих маркетиншких и фудбалских звезда Дејвид Бекам у трансферу вредном 35 милиона евра.
2004. године у клуб стиже Мајкл Овен из Ливерпула за 12 милиона евра који је био и последњи Галактикос, како су их медији популарно назвали, у првом мандату Переза.
Такође, у клубу су за то време играли велике звезде као што су Икер Касиљас, Роберто Карлос, Клод Макелеле и Раул.
Перез је се 2006. године повукао са места председника Реал Мадрида.

### Други мандат
Након три године паузе, Перез је се вратио на место председника Реал Мадрида 2009. године. И у другом мандату за клуб су такође потписали велика имена.
У само једном прелазном року, Перез је 2009. у клуб довео Кристијана Роналда из Манчестер јунајтеда за тада рекордну суму новца у износу од 94 милиона евра, из Милана је стигао Кака у трансферу вредном 67 милиона евра, из Лиона је дошао тада млади Карим Бензема за 35 милиона евра и Шаби Алонсо који је стигао из Ливерпула за 35 милиона евра.
2013. године Перез је још једном оборио светски рекорд пошто је из Тотенхема довео Гарета Бејла у трансферу вредном 100 милиона евра.
2019. године Реал Мадрид је издвојио 100 милиона за трансфер Едана Азара који је стигао из Челсија. Такође, направио је значајна побољшања на Стадиону Сантијаго Бернабеу, а нова реновација стадиона која је почела 2020. године износиће 525 милиона евра, а планирани датум завршетка је 2024. године.

## Највећи успеси са Реал Мадридом
- Ла лига
  - Првак (7) : 2000/01, 2002/03, 2011/12, 2016/17, 2019/20, 2021/22, 2023/24.
  - Вицепрвак (9) : 2004/05, 2005/06, 2009/10, 2010/11, 2012/13, 2014/15, 2015/16, 2020/21, 2022/23.
- Куп Шпаније
  - Освајач (3) : 2010/11, 2013/14, 2022/23.
  - Финалиста (3) : 2001/02, 2003/04, 2012/13.
- Суперкуп Шпаније
  - Освајач (7) : 2001, 2003, 2012, 2017, 2019/20, 2021/22, 2023/24.
  - Финалиста (3) : 2011, 2014, 2022/23.
- Лига шампиона
  - Освајач (7) : 2001/02, 2013/14, 2015/16, 2016/17, 2017/18, 2021/22, 2023/24.
- УЕФА суперкуп
  - Освајач (6) : 2002, 2014, 2016, 2017, 2022, 2024.
  - Финалиста (2) : 2000, 2018.
- Интерконтинентални куп
  - Освајач (1) : 2002.
  - Финалиста (1) : 2000.
- Светско клупско првенство
  - Освајач (5) : 2014, 2016, 2017, 2018, 2022.